# Orla Jørgensen
Anton Oving Orla Jørgensen (* 25. Mai 1904 in Gentofte; † 29. Juni 1947 ebenda) war ein dänischer Radrennfahrer und Olympiasieger im Radsport.

## Sportliche Laufbahn
Jørgensen wurde mit der Mannschaft Dänemarks bei den Olympischen Sommerspielen 1928 in Amsterdam Olympiasieger in der Mannschaftswertung im Straßenradsport. Mit ihm fuhren für Dänemark Leo Nielsen und Henry Hansen. Im olympischen Einzelzeitfahren wurde auf dem 25. Platz des Rennens klassiert.
Im Jahr seines Olympiasieges gewann er auch die Sjælland-Rundfahrt und die Fyen Rundt. 1926 hatte er bereits bei den nordischen Meisterschaften im Straßenrennen die Mannschaftswertung gewonnen. Bei der dänischen Straßenmeisterschaft wurde er beim Sieg von Poul Sørensen Dritter. Er startete für den Verein Kongens Lyngby.